# OnyX
OnyX는 인기 있는macOS 유틸리티로, 프랑스의 소프트웨어 개발자인 Joël Barrière가 출시했다. OnyX는 유지 보수 및 최적화 유틸리티로, macOS 안의 여러 기본 유닉스 프로그램들을 제어하며, 여기에는 숨겨진 프로퍼티 리스트를 수정하거나 명령 줄 인터페이스를 사용해야지만 바꿀 수 있는 내용들도 포함된다. OnyX는 macOS의 메이저 버전 업데이트 때마다 버전을 새로 올린다.